# Aeroportul Elrose
Aeroportul Elrose (IATA: ERQ, ICAO: YESE) este un aeroport din Queensland, Australia.
Situat la o altitudine de 196 m, aeroportul dispune de o singură pistă.